# Brühlsche Terrasse

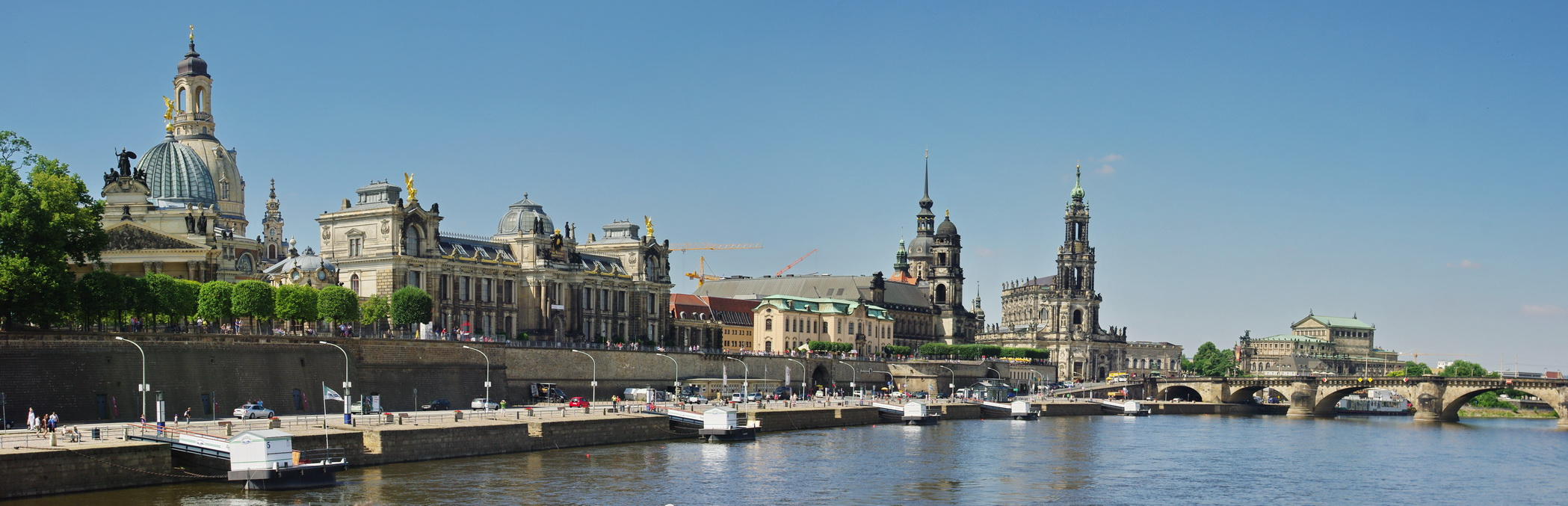
Brühlsche Terrasse met (v.l.n.r.) de Kunstacademie, Sekundogenitur, Ständehaus, Hofkirche en Semperoper

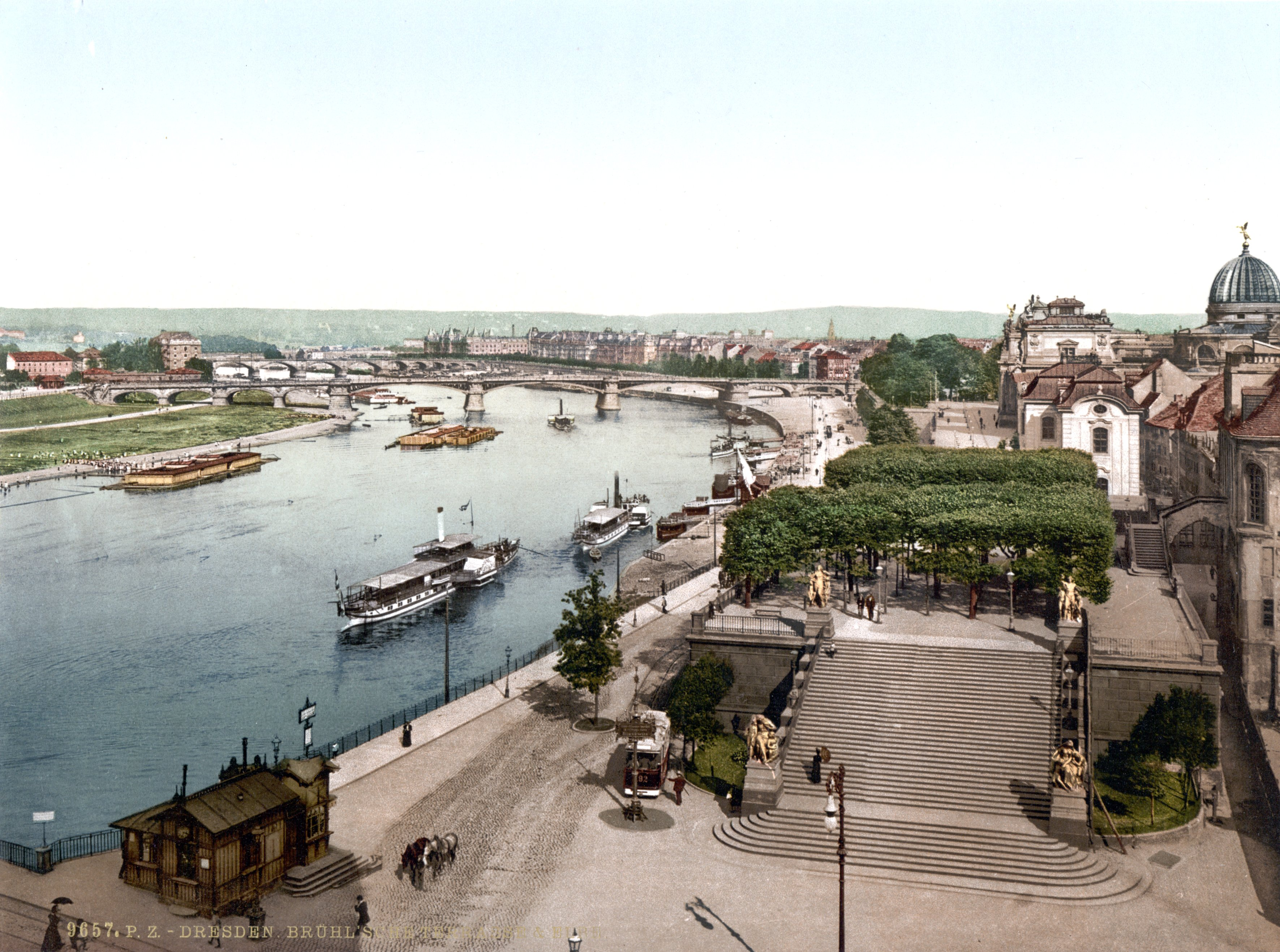
Brühlsche Terrasse rond 1900 met de trap uit 1814

De Brühlsche Terrasse is een toeristische trekpleister in de Duitse stad Dresden, die vanwege het fraaie uitzicht op de rivier de Elbe bekendstaat als het balkon van Europa. Het terras strekt zich over een lengte van ongeveer vijfhonderd meter uit tussen de Augustusbrücke en de Carolabrücke. Het terras is ongeveer tien meter hoog en de breedte varieert van twintig tot tweehonderd meter. Hier, onder het terras, in de gewelven, begon Johann Friedrich Böttger in 1707 met zijn experimenten voor het maken van goud. Goud heeft hij niet uitgevonden, maar wel het procedé voor de vervaardiging van porselein.

## Geschiedenis
De Brühlsche Terrasse werd in de zestiende eeuw aangelegd als onderdeel van de verdedigingswerken van de stad. In 1739 ontving Heinrich Graf Brühl de eerste delen van de verdedigingsmuur van Frederik August II. De verdedigingsmuur was overbodig geworden en Heinrich Graf Brühl liet de muur in een lustpark veranderen. Hij bouwde in samenwerking met architect Johann Christoph Knöffel een paleis, een bibliotheek en een galerie. Deze gebouwen staan er echter niet meer. In 1814 werden de tuinen voor het publiek opengesteld en in dat jaar werd de grote vrijstaande trap aan het westelijk uiteinde van het terras gemaakt. In 1868 werden de vier beeldengroepen, die de tijden van de dag afbeelden, op de trap geplaatst.
Eind negentiende eeuw werd de Brühlsche Terrasse bebouwd met enkele monumentale panden in historiserende stijlen. Hiervoor moesten de gebouwen van Brühl wijken. Tijdens het bombardement op Dresden in 1945 raakten de meeste gebouwen op het terras zwaar beschadigd. Na de Tweede Wereldoorlog werden ze echter nauwkeurig herbouwd.

## Bebouwing en monumenten

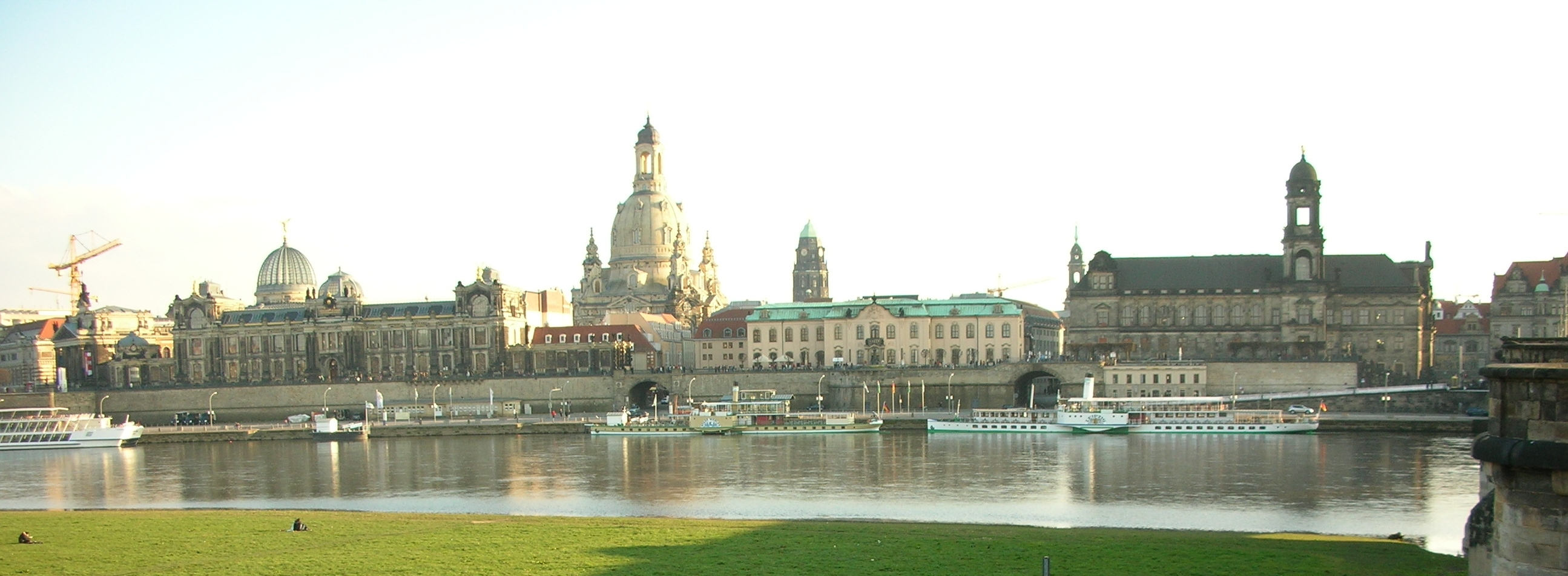
De Brühlsche Terrasse met (v.l.n.r.) het Albertinum, de Kunstacademie, de Sekundogenitur en het Ständehaus. Op de achtergrond de Frauenkirche

Het eerste gebouw, gezien van de Schlossplatz, is het neorenaissancistische Ständehaus dat vroeger de zetel van de Saksische Landdag was. Ten oosten hiervan staat een klein neobarok gebouw, de Sekundogenitur uit 1897, gebouwd door Gustav Fröhlich op de plaats van de bibliotheek van graaf Brühl. Momenteel is het gebouw in het bezit van het Hilton Hotel en herbergt een bekend café. Naast de Sekundogenitur staat, in het midden van de Brühlsche Terrasse, het gebouw van de Kunstakademie, met ernaast het tentoonstellingsgebouw van de kunstvereniging Saksen. Deze gebouwen werden van 1891 tot 1894 volgens de plannen van Konstantin Lipsius gebouwd. De glaskoepel van de academie met de figuur “Fama” (Godin van de roem), bekend als de Zitronenpresse (citroenpers) vanwege de koepel van geribbeld glas, was het opvallendste silhouet van de stad in de tijd dat de Frauenkirche verwoest was. Aan de oostzijde van het terras staat het Albertinum met daarin een museum voor moderne kunst.
Bijzondere monumenten en sculpturen op de Brühlsche Terrasse zijn de werken van de beeldhouwer Ernst Rietschel, de Sieben-Bationensculptuur en het Sempermonument. Aan de voet van de trap van het Sempermonument is de toegang tot de historische resten van de middeleeuwse stadsvesten van Dresden, de kazematten. Een labyrint van gangen is tussen 1519 en 1529 door hertog Georg gebouwd als deel van de fortificaties van de stad.